# Principessa Iolanda
 (février 2016).
Si vous disposez d'ouvrages ou d'articles de référence ou si vous connaissez des sites web de qualité traitant du thème abordé ici, merci de compléter l'article en donnant les références utiles à sa vérifiabilité et en les liant à la section « Notes et références ».
Le Principessa Iolanda est un paquebot italien  construit en 1904 par les chantiers Cantiere Navale di Riva Trigoso de Gênes. Il chavire le jour de son lancement. Il sera détruit sur place.

## Histoire
Le Principessa Iolanda est un paquebot italien  construit en 1904 par les chantiers Cantiere Navale di Riva Trigoso de Gênes pour la Navigazione Generale Italiana.
Le Principessa Iolanda a été commandé pour effectuer la liaison entre Gênes et Buenos Aires.
Son lancement a lieu le 22 septembre 1907 à 12 heures 05. À l'occasion de celui-ci, plusieurs personnes se sont regroupés à proximité du chantier naval pour assister à la mise à l'eau du navire. Le paquebot se met à glisser rapidement en direction de la mer. Mais une fois à l'eau, il se met à gîter sur bâbord à la suite d'une série d'erreurs commises lors du lancement. Le paquebot s'incline sur son côté gauche malgré toutes les tentatives faites pour le redresser. Toutes les personnes présentes à son bord sont évacuées. Une heure après son lancement, il est entièrement couché sur son flanc bâbord. Il est finalement détruit sur place, à l'exception de ses moteurs qui seront récupérés puis réutilisés.

## Galerie

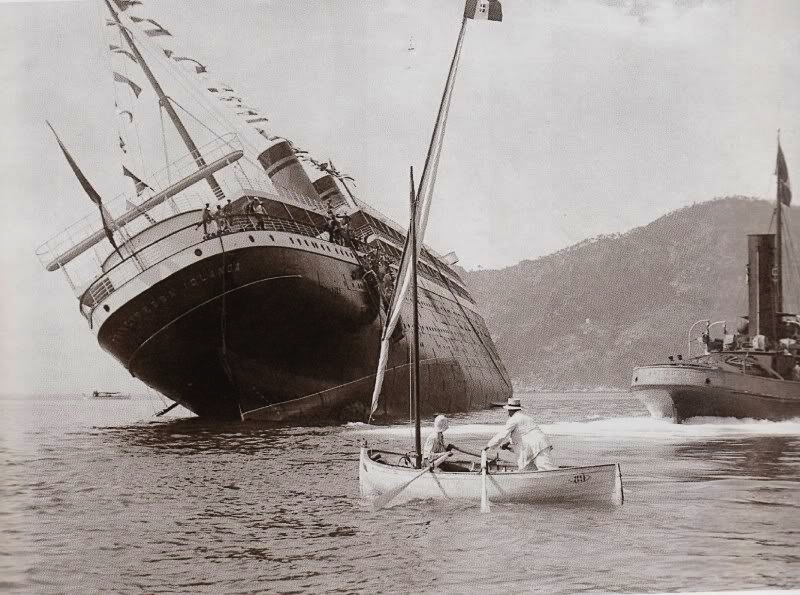
Le naufrage du Principessa Iolanda
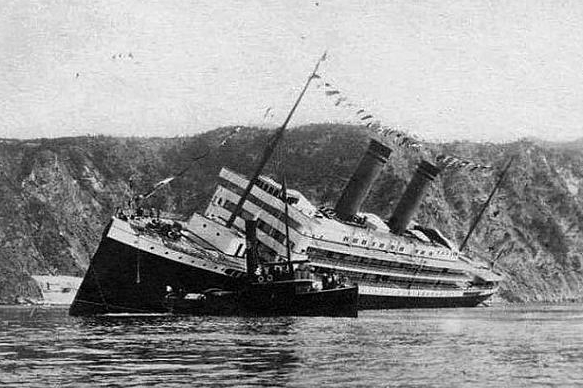
Le naufrage du Principessa Iolanda
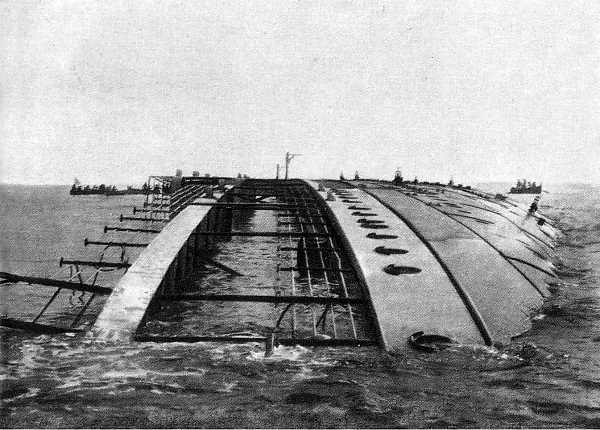
L'épave du Principessa Iolanda

## Sources
- (it) Cet article est partiellement ou en totalité issu de l’article de Wikipédia en italien intitulé « Principessa Jolanda (piroscafo) » (voir la liste des auteurs).

- (en) Cet article est partiellement ou en totalité issu de l’article de Wikipédia en anglais intitulé « SS Principessa Jolanda (1907) » (voir la liste des auteurs).